# 帕塔拉區
帕塔拉區（西班牙語：Patarrá），是哥斯達黎加的一個區，位於該國中部聖何塞省，始建於1929年，面積18.97平方公里，海拔高度1,270米，2011年人口11,864，人口密度每平方公里747.10人。